# Kiattuut
Kiattuut [kiˌaˈtːuːt] (nach alter Rechtschreibung Kiagtût) ist eine wüst gefallene grönländische Schäfersiedlung im Distrikt Narsaq in der Kommune Kujalleq.

## Lage
Kiattuut liegt am Ostufer des Tunulliarfik und ist diejenige der Reihe an Schäfersiedlungen zwischen Qassiarsuk und Narsarsuaq, die am nächsten an letzterem liegt. 2,2 km südlich liegt das Dorfzentrum von Narsarsuaq. Die nächste Schäfersiedlung nach Norden ist Arnannguit.

## Bevölkerungsentwicklung
Für Kiattuut werden 2007 vier Bewohner genannt. In der Liste der zwischen 1977 und 2013 bewohnten Schäfersiedlungen fehlt Kiattuut hingegen.